# Боро (станція метро)
51°30′04″ пн. ш. 0°05′38″ зх. д. / 51.501111° пн. ш. 0.093889° зх. д.
Боро (англ. Borough) — станція Північної лінії Лондонського метрополітену в історичному центрі лондонського боро Саутерк. Знаходиться на відгалуженні Бенк між станціями Елефант-енд-Касл та Лондон-брідж. Станція знаходиться в 1-й тарифній зоні під рогом Боро-Хай-стріт та Маршалсі-роуд. Пасажирообіг на 2017 рік — 5.87 млн осіб
Станція була відкрита 18 грудня 1890 року як складова City and South London Railway

## Пересадки
Пересадки на автобуси London Buses маршрутів: 21, 35, 40, 133, 343, C10 та нічних маршрутів: N21, N35, N133, N343